# مچکه-خواجه
مچکه-خواجه (به لاتین: Məçkə-Xacə) یک منطقه مسکونی در جمهوری آذربایجان است که در شهرستان قوبا واقع شده است. مچکه-خواجه ۳۹۲ نفر جمعیت دارد.

## ریشه واژه
مچکه تغییریافته واژه تاتی ماه یا مَه به‌معنی محل توقف، اردوگاه و محل زیارت و دیدار است و معنی کامل آن محل توقف و دیدار خواجه است.